# Resolute
Resolute (inuktitut: Qausuittuq, a veces Resolute Bay) es un pequeño asentamiento inuit en la isla Cornwallis, en Nunavut, Canadá. Se encuentra situado en la parte norte de la bahía Resolute siendo parte de la Región Qikiqtaaluk.
Resolute es la segunda comunidad más septentrional de Canadá, solamente por detrás de Grise Fiord en la isla Ellesmere (Alert y Eureka no se consideran comunidades, sólo puestos militares y científicos). Además es uno de los lugares habitados más fríos del mundo, con una temperatura media anual de -16.4 °C. Según el censo de 2006, la población es de 229 habitantes, con un aumento del 6,5% con respecto al censo de 2001. Como la mayoría de las comunidades del norte, las carreteras y la mayor parte del terreno son de grava.
En 2011, la población era de 214 habitantes.
Fundado en 1947 como sede de un aeródromo y estación meteorológica, recibió el nombre de HMS Resolute. Los esfuerzos para afianzar la soberanía en el ártico y su vida salvaje abundante llevó al gobierno canadiense a reasentar a la fuerza a los Inuit que habitaban en el norte de Quebec hacia Resolute en 1955. Habiendo perdido mucho de los propósitos tradicionales, estos inuit dependen en gran medida de las ayudas del gobierno.
Aunque no está tan congestionado como estuvo en su época, en Aeropuerto de Resolute Bay sigue siendo el corazón de la ciudad, sirviendo como aeródromo para la exploración de la región y manteniendo enlaces con Iqaluit y  Cambridge Bay. Existen tres hoteles, albergues, tienda, restaurante, servicio de televisión por cable, Internet, alquiler de motos de nieve y una tienda de regalos en el aeropuerto. 
La ciudad tiene tres hoteles - Narwhal Inn, Qausuittuq Inns North y South Camp Inn – que tienen menos de 100 camas cada uno, y varios albergues. Otros servicios incluyen una estación de la Policía Montada de Canadá, una escuela (que imparte clases desde preescolar hasta bachiller) y un gimnasio.

## Clima
| Parámetros climáticos promedio de Aeropuerto de Resolute Bay (1981–2010) | Parámetros climáticos promedio de Aeropuerto de Resolute Bay (1981–2010) | Parámetros climáticos promedio de Aeropuerto de Resolute Bay (1981–2010) | Parámetros climáticos promedio de Aeropuerto de Resolute Bay (1981–2010) | Parámetros climáticos promedio de Aeropuerto de Resolute Bay (1981–2010) | Parámetros climáticos promedio de Aeropuerto de Resolute Bay (1981–2010) | Parámetros climáticos promedio de Aeropuerto de Resolute Bay (1981–2010) | Parámetros climáticos promedio de Aeropuerto de Resolute Bay (1981–2010) | Parámetros climáticos promedio de Aeropuerto de Resolute Bay (1981–2010) | Parámetros climáticos promedio de Aeropuerto de Resolute Bay (1981–2010) | Parámetros climáticos promedio de Aeropuerto de Resolute Bay (1981–2010) | Parámetros climáticos promedio de Aeropuerto de Resolute Bay (1981–2010) | Parámetros climáticos promedio de Aeropuerto de Resolute Bay (1981–2010) | Parámetros climáticos promedio de Aeropuerto de Resolute Bay (1981–2010) |
| Mes                                                                      | Ene.                                                                     | Feb.                                                                     | Mar.                                                                     | Abr.                                                                     | May.                                                                     | Jun.                                                                     | Jul.                                                                     | Ago.                                                                     | Sep.                                                                     | Oct.                                                                     | Nov.                                                                     | Dic.                                                                     | Anual                                                                    |
| ------------------------------------------------------------------------ | ------------------------------------------------------------------------ | ------------------------------------------------------------------------ | ------------------------------------------------------------------------ | ------------------------------------------------------------------------ | ------------------------------------------------------------------------ | ------------------------------------------------------------------------ | ------------------------------------------------------------------------ | ------------------------------------------------------------------------ | ------------------------------------------------------------------------ | ------------------------------------------------------------------------ | ------------------------------------------------------------------------ | ------------------------------------------------------------------------ | ------------------------------------------------------------------------ |
| Temp. máx. abs. (°C)                                                     | -0.8                                                                     | -3.9                                                                     | -2.7                                                                     | 0.0                                                                      | 6.1                                                                      | 18.3                                                                     | 20.1                                                                     | 15.3                                                                     | 9.4                                                                      | 2.0                                                                      | -2.8                                                                     | -3.6                                                                     | 20.1                                                                     |
| Temp. máx. media (°C)                                                    | -28.6                                                                    | -29.0                                                                    | -26.8                                                                    | -18.3                                                                    | -7.4                                                                     | 2.6                                                                      | 7.3                                                                      | 4.2                                                                      | -2.0                                                                     | -10.5                                                                    | -19.5                                                                    | -24.5                                                                    | -12.7                                                                    |
| Temp. media (°C)                                                         | -32.0                                                                    | -32.4                                                                    | -30.2                                                                    | -21.8                                                                    | -10.3                                                                    | 0.4                                                                      | 4.5                                                                      | 2.0                                                                      | -4.1                                                                     | -13.4                                                                    | -22.7                                                                    | -27.9                                                                    | -15.7                                                                    |
| Temp. mín. media (°C)                                                    | -35.3                                                                    | -35.8                                                                    | -33.6                                                                    | -25.3                                                                    | -13.3                                                                    | -1.9                                                                     | 1.7                                                                      | -0.3                                                                     | -6.1                                                                     | -16.4                                                                    | -25.9                                                                    | -31.3                                                                    | -18.6                                                                    |
| Temp. mín. abs. (°C)                                                     | -52.2                                                                    | -52.0                                                                    | -51.7                                                                    | -42.1                                                                    | -29.4                                                                    | -16.7                                                                    | -3.1                                                                     | -9.3                                                                     | -20.6                                                                    | -37.3                                                                    | -42.8                                                                    | -46.1                                                                    | -52.2                                                                    |
| Precipitación total (mm)                                                 | 4.2                                                                      | 3.9                                                                      | 7.4                                                                      | 6.7                                                                      | 8.7                                                                      | 14.6                                                                     | 28.1                                                                     | 33.8                                                                     | 22.6                                                                     | 16.0                                                                     | 9.6                                                                      | 5.7                                                                      | 161.2                                                                    |
| Lluvias (mm)                                                             | 0.0                                                                      | 0.0                                                                      | 0.0                                                                      | 0.0                                                                      | 0.5                                                                      | 7.2                                                                      | 23.2                                                                     | 23.2                                                                     | 4.8                                                                      | 0.5                                                                      | 0.0                                                                      | 0.0                                                                      | 59.5                                                                     |
| Nevadas (cm)                                                             | 4.8                                                                      | 4.3                                                                      | 7.9                                                                      | 6.8                                                                      | 9.9                                                                      | 7.7                                                                      | 4.6                                                                      | 10.9                                                                     | 18.7                                                                     | 18.9                                                                     | 10.2                                                                     | 6.6                                                                      | 111.2                                                                    |
| Días de precipitaciones (≥ 0.2 mm)                                       | 5.8                                                                      | 6.0                                                                      | 7.8                                                                      | 6.6                                                                      | 8.6                                                                      | 7.7                                                                      | 11.4                                                                     | 13.6                                                                     | 12.8                                                                     | 13.1                                                                     | 9.2                                                                      | 6.7                                                                      | 109.2                                                                    |
| Días de lluvias (≥ 0.2 mm)                                               | 0.0                                                                      | 0.0                                                                      | 0.0                                                                      | 0.0                                                                      | 0.4                                                                      | 3.9                                                                      | 10.0                                                                     | 9.0                                                                      | 2.2                                                                      | 0.3                                                                      | 0.0                                                                      | 0.0                                                                      | 25.7                                                                     |
| Días de nevadas (≥ 0.2 cm)                                               | 6.3                                                                      | 6.3                                                                      | 7.9                                                                      | 6.8                                                                      | 8.9                                                                      | 5.5                                                                      | 3.2                                                                      | 6.7                                                                      | 11.6                                                                     | 13.2                                                                     | 9.5                                                                      | 7.1                                                                      | 92.9                                                                     |
| Horas de sol                                                             | 0.0                                                                      | 0.0                                                                      | 132.2                                                                    | 291.7                                                                    | 307.9                                                                    | 298.1                                                                    | 299.4                                                                    | 138.4                                                                    | 58.9                                                                     | 30.3                                                                     | 0.7                                                                      | 0.0                                                                      | 1557.5                                                                   |
| Humedad relativa (%)                                                     | 64.5                                                                     | 64.4                                                                     | 65.0                                                                     | 69.6                                                                     | 81.5                                                                     | 83.5                                                                     | 80.8                                                                     | 85.8                                                                     | 88.5                                                                     | 84.2                                                                     | 71.6                                                                     | 67.0                                                                     | 75.5                                                                     |
| Fuente: Environment Canada                                               |                                                                          |                                                                          |                                                                          |                                                                          |                                                                          |                                                                          |                                                                          |                                                                          |                                                                          |                                                                          |                                                                          |                                                                          |                                                                          |